# 大竹作摩
大竹 作摩（おおたけ さくま、1895年3月5日 - 1976年7月16日）は日本の政治家。福島県知事（公選第2・3代）、衆議院議員（1期）。

## 来歴・人物
1895年、福島県耶麻郡北塩原村で中農の長男として生まれる。高等小学校を卒業後、家業を手伝うが鎌で左手の人差し指を切断。農業の道を断念して政治家となり、1927年に北塩原村村議に当選し、1931年から福島県議を4期務めた。第二次世界大戦中は政党解散に反対し、憲兵隊に3回連行されている。1950年、自由党から福島県知事選挙に出馬して当選。2期7年を務めた。只見特定地域総合開発計画に基づく只見川開発に尽力し、只見川の水を分水しようと主張する新潟県知事岡田正平と対立。田子倉ダム建設の際の農家への補償金問題（田子倉ダム補償事件）では国と電源開発に対しては土地収用法適用を突っぱねるなど強気の姿勢で、逆に住民には低姿勢で交渉し、補償問題の解決にも尽力した。1957年7月25日、知事を2期目途中で辞職。同年に村議や県議、村組合長として公共の福祉に奉仕して地方自治の発展に貢献したことで藍綬褒章受章。1960年、第29回衆議院議員総選挙に福島2区から出馬して初当選、1963年まで1期務めた。1965年春の叙勲で勲三等旭日中綬章受章。1976年7月16日、脳卒中と肺炎を併発により死去、81歳。死没日をもって従四位に叙される。北塩原村で村民葬が営まれた。福島県柳津町に銅像がある。